# Denneweghofje
Het Denneweghofje of Henriëtte Hofje is aan de Denneweg in Den Haag. Aan de Denneweg zijn in de 21ste eeuw nog drie hofjes: het Henriëtte Hofje (nrs 72-82), Het Lissabon uit 1761 (nrs 34-42) en het Hofje van Susana Zürkann uit 1773. Het Henriëtte- of Denneweghofje werd in 1829 aangelegd en bestond toen uit achttien huisjes. De huisjes lagen tussen de Denneweg en de Nieuwe Schoolstraat. Zij zijn gerenoveerd en hebben een dakterras. Het hofje bestaat nu uit zestien huisjes. Op nummer 74 woonde verzetsleider Siewert de Koe.
Het Denneweghofje werd ook wel het Schildershofje genoemd, maar er is ook een Schildershofje in de Zoutmanstraat. Er is ook een Henriëtte Hofje aan de Stadhouderskade in Amsterdam.